# Партений Радовишки
Свети Партений Радовишки[източник? (Поискан днес)] е православен светец и един от осемте светци на Тесалия. Свети Партений е роден в началото на XVIII век в село Вацуния, дем Музакия, ном Кардица. По произход е от селско, скромно и набожно семейство. Детството на светеца преминава в селски труд и неволи. В свободното си време младежът посещава манастирите в околността. Монасите от манастирите, заедно със свещеника на селото, го доближават до вярата и Църквата, и по този начин в душата му се култивира желание за приемане на схима. За последното значителна роля изиграва примера на двама светци от родния му край – свети Висарион и свети Серафим, с чийто живот и дела младежът е запознат от духовниците.
Младият Партений става послушник, а по-късно и монах. Аскетизмът, постът, молитвата, въздържанието, любовта към Бога и човека го обладават и съпътстват през целия му духовен живот. Недълго след посвещението му на Бога, Партений приема епископски чин на Радовишката епархия. 
Свети Партений активно общува и споделя визия с Козма Етолийски в манастира посветен на Рождество Богородично край Арта („Света Ровелища“). За края на земните дни на свети Партений има две версии – мъченическа смърт или мирно упокоение на 21 юли 1777 г.